# イオンモール旭川駅前
イオンモール旭川駅前（イオンモールあさひかわえきまえ）は、北海道旭川市宮下通に所在する複合商業施設（ショッピングセンター・駅ビル）である。この項目では、併設しているシネマコンプレックスのイオンシネマ旭川駅前（イオンシネマあさひかわえきまえ）、ホテルのJRイン旭川（ジェイアールインあさひかわ）についても記載している。

## 概要
旭川駅周辺の再開発「北彩都あさひかわ整備事業」にあわせて旭川ターミナルビル（旭川エスタ・旭川ターミナルホテル）跡地に建設され、北海道旅客鉄道（JR北海道）が主体となってビルを設置し、イオンモール株式会社が北海道内初出店として駅直結型の店舗を運営している。なお、核店舗の「イオン旭川駅前店」の運営はイオン北海道が担当している。
店舗の特徴として観光振興の取り組みがあり、1階のインフォメーションでは旭川総合観光情報センター（あさテラス）と連携して周辺の観光案内や公共交通機関の案内をしている。海外からのインバウンド対応では、館内フリーWi-Fiや海外冷凍冷蔵宅配サービスの導入、一部店舗で免税サービスを行っている。また、「旭川観光基本方針」に賛同して2015年（平成27年）1月29日に旭川市とイオンとの間で包括連携協定を締結している。同年3月5日より旭川WAONカードの発売を開始し、このカードを通したお買い上げ金額の一部は旭川市旭山動物園の魅力向上と中心市街地の賑わい創出による地域経済活性化の取り組みに寄付する仕組みとなっている。さらに、隣接する平和通買物公園と連携した企画を開催することで周辺の回遊性を高める取り組みも行う。

## 主なテナント

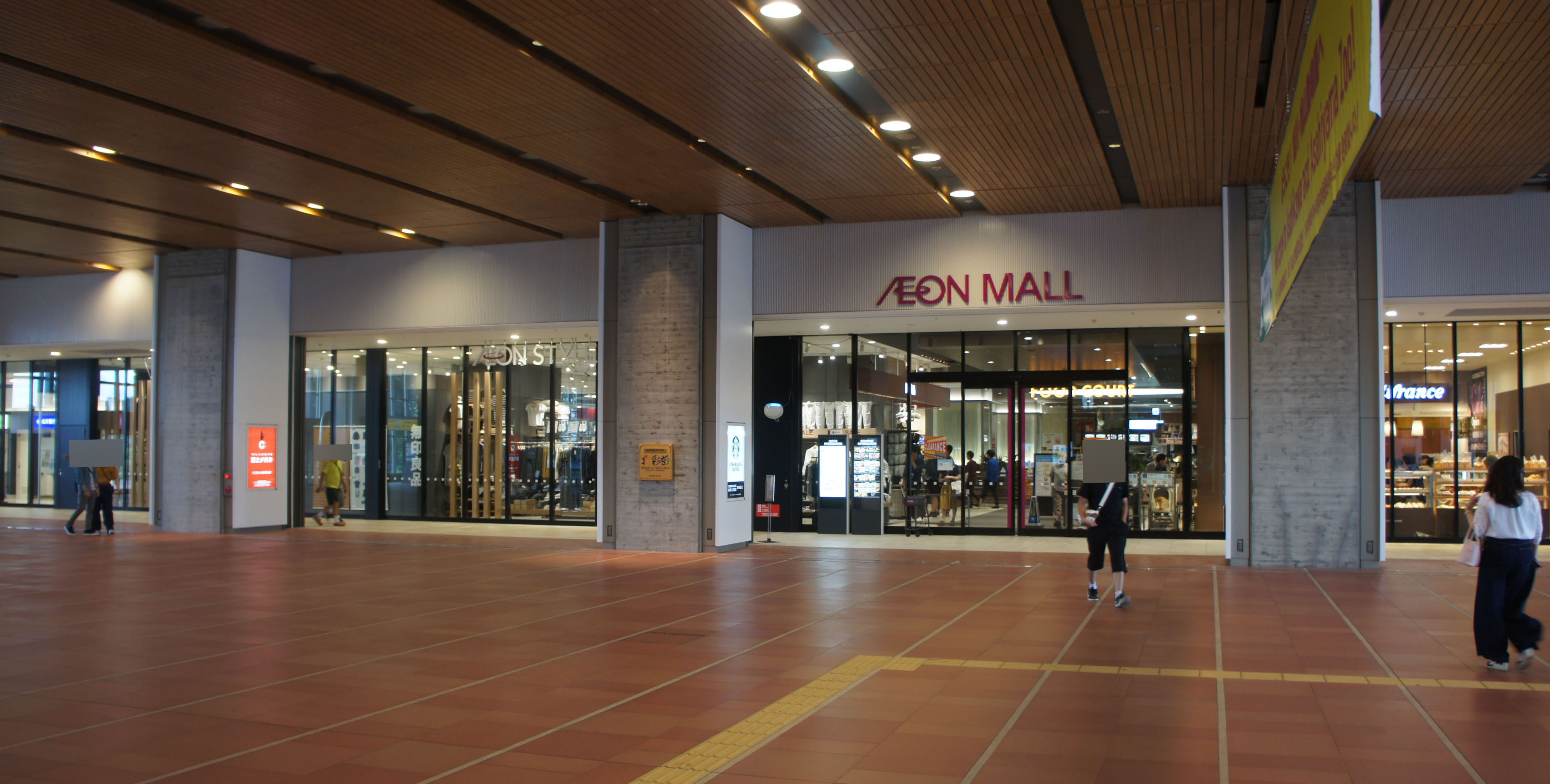
旭川駅からイオンモール旭川駅前へと直結する出入口

核店舗のイオン旭川駅前店は、北海道内初となる「イオンスタイル」の店舗になっている（ただし、店舗名そのものの呼称は「イオンスタイル」ではなく「イオン」としている）。売り場は1階のみで、食品と健康雑貨に絞られている。また、札幌丸井三越が小型店「MI PLAZA（エムアイプラザ）」として入居し、2009年（平成21年）に丸井今井旭川店が閉店して以来6年ぶりに旭川に再進出した。2023年（令和5年）には、株式会社ロフトが「旭川ロフト」として入居し、2016年（平成28年）に西武旭川店が閉店して以来7年ぶりに旭川に再進出した。

### イオンシネマ旭川駅前
イオンシネマ旭川駅前は、イオンエンターテイメント運営による映画館（シネマコンプレックス）。
イオンエンターテイメントは、ワーナー・マイカル・シネマズ時代に道内にて江別（1997年11月1日）、小樽（1999年3月11日）、北見（2000年9月23日）、釧路（2000年11月30日）をそれぞれ開館しているが、2013年7月1日にイオンシネマズと統合してからは初の開館となった。北海道内での映画館の新規開館は、2011年7月15日オープンの「じゃがポックルシアター」（現在の新千歳空港シアター）以来3年8か月ぶり。また旭川市中心部としては、2010年8月31日に旭川東宝が閉館して以来4年7か月ぶりの映画館となった。
| スクリーンNo. | 座席数 | 車椅子席数 | 備考                       |
| ------------- | ------ | ---------- | -------------------------- |
| 1             | 239    | 4          | 4Kプロジェクター採用       |
| 2             | 132    | 3          | 3D・ハイフレームレート対応 |
| 3             | 276    | 4          | 3D・ハイフレームレート対応 |
| 4             | 91     | 3          |                            |
| 5             | 91     | 3          |                            |
| 6             | 91     | 3          |                            |
| 7             | 91     | 3          |                            |
| 8             | 163    | 3          | 3D・ハイフレームレート対応 |

## JRイン旭川
JRイン旭川は、JR北海道ホテルズ運営によるホテル。施設の5階から11階にある。朝食に関しては4階（イオンモール内）の「グランファームビュッフェ」を利用する形をとっている。

### 施設
客室
- シングルルーム (17 m²)
- エコノミーツインルーム (17 m²)
- ツインルーム (24 m²)
- ラージツインルーム (27 m²)
- ユニバーサルルーム (30 m²)

その他
- JRインラウンジ
- 大浴場（男女別）

## アクセス

### 自動車
道央自動車道 旭川鷹栖ICより15分

### 鉄道
JR函館本線・JR宗谷本線・JR富良野線 旭川駅北口より徒歩１分
詳細は、公式サイト「アクセスマップ」を参照。